# Кишечный капилляриоз
Кише́чный капиллярио́з — паразитарное заболевание, относится к группе нематодозов. Наиболее распространено на Филиппинах и в Таиланде, а также в Индонезии, Китае, Лаосе, Японии и Корее. Зарегистрированы случаи заражения в Египте и Иране.

## Этиология
Заболевание вызывается инвазией паразита Capillaria philippinensis, относящегося к классу круглых червей (нематод). Заражение человека происходит при заглатывании личинок паразита при употреблении в пищу мелкой сырой пресноводной рыбы. Рыбы являются промежуточными хозяевами паразита, природные конечные хозяева — птицы, питающиеся рыбой.

## Патофизиология
Питание паразита происходит в кишечнике человека, червь повреждает его стенку и вызывает синдром мальабсорбции. Запущенность заболевания при отсутствии лечения может привести к летальному исходу.

## Симптомы
Симптомы включают водянистый жидкий стул (диарея), боли и урчание в животе, потерю веса. В анализах крови отмечается снижение количества гемоглобина, калия и общего белка и альбуминов.

## Диагностика
Диагностика заключается в обнаружении характерных яиц паразита в кале больных.

## Лечение и профилактика
Для лечения применяются антигельминтные препараты: альбендазол, мебендазол, тиабендазол. Профилактика заключается в термической обработке рыбы перед употреблением в пищу.